# ملکه اسپانیا
ملکه اسپانیا (انگلیسی: List of Spanish consorts) همسر پادشاه اسپانیاست.

## فهرست ملکه‌های اسپانیا
| تصویر | نشان | نام                    | پدر                                            | تولد           | ازدواج         | ملکه شدن                            | علت ملکه شدن                      | مرگ            | همسر       |
| ----- | ---- | ---------------------- | ---------------------------------------------- | -------------- | -------------- | ----------------------------------- | --------------------------------- | -------------- | ---------- |
|       |      | ایزابلای پرتغال        | مانوئل اول (پرتغال) (Aviz)                     | ۲۴ اکتبر ۱۵۰۳  | ۱۱ مارس ۱۵۲۶   | ۱۱ مارس ۱۵۲۶                        | ۱ مه ۱۵۳۹                         | ۱ مه ۱۵۳۹      | Charles I  |
|       |      | ماری یکم (انگلستان)    | هنری هشتم (انگلستان) (Tudor)                   | ۱۸ فوریه ۱۵۱۶  | ۲۵ ژوئیه ۱۵۵۴  | 16 January 1556 husband's ascension | ۱۷ نوامبر ۱۵۵۸                    | ۱۷ نوامبر ۱۵۵۸ | Philip II  |
|       |      | Elisabeth of Valois    | آنری دوم (Valois)                              | ۲ آوریل ۱۵۴۵   | ۲۲ ژوئن ۱۵۵۹   | ۲۲ ژوئن ۱۵۵۹                        | ۳ اکتبر ۱۵۶۸                      | ۳ اکتبر ۱۵۶۸   | Philip II  |
|       |      | Anna of Austria        | ماکسیمیلیان دوم، امپراتور مقدس روم (Habsburg)  | ۱ نوامبر ۱۵۴۹  | ۴ مه ۱۵۷۰      | ۴ مه ۱۵۷۰                           | ۲۶ اکتبر ۱۵۸۰                     | ۲۶ اکتبر ۱۵۸۰  | Philip II  |
|       |      | Margaret of Austria    | کارل دوم، آرشیدوک اتریش (Habsburg)             | ۲۵ دسامبر ۱۵۸۴ | ۱۸ آوریل ۱۵۹۹  | ۱۸ آوریل ۱۵۹۹                       | ۳ اکتبر ۱۶۱۱                      | ۳ اکتبر ۱۶۱۱   | Philip III |
|       |      | Elisabeth of France    | هانری چهارم فرانسه (Bourbon)                   | ۲۲ نوامبر ۱۶۰۲ | ۲۵ نوامبر ۱۶۱۵ | 31 March 1621 husband's accession   | ۶ اکتبر ۱۶۴۴                      | ۶ اکتبر ۱۶۴۴   | Philip IV  |
|       |      | Mariana of Austria     | فردیناند سوم، امپراتور مقدس روم (Habsburg)     | ۲۴ دسامبر ۱۶۳۴ | ۷ اکتبر ۱۶۴۹   | ۷ اکتبر ۱۶۴۹                        | 17 September 1665 husband's death | ۱۶ مه ۱۶۹۶     | Philip IV  |
|       |      | Marie Louise d'Orléans | Philippe I, Duke of Orléans (Orléans)          | ۲۶ مارس ۱۶۶۲   | ۱۹ نوامبر ۱۶۷۹ | ۱۹ نوامبر ۱۶۷۹                      | ۱۲ فوریه ۱۶۸۹                     | ۱۲ فوریه ۱۶۸۹  | Charles II |
|       |      | Maria Anna of Neuburg  | Philip William, Elector Palatine (Wittelsbach) | ۲۸ اکتبر ۱۶۶۷  | ۱۴ مه ۱۶۹۰     | ۱۴ مه ۱۶۹۰                          | 1 November 1700 husband's death   | ۱۶ ژوئیه ۱۷۴۰  | Charles II |